# Silent Night, Deadly Night 4: Initiation
Silent Night, Deadly Night 4: Initiation es una película de terror de 1990 dirigida por Brian Yuzna y escrita por Brian Yuzna, Woody Keith, y Arthur Gorson . La película está protagonizada por Clint Howard, Neith Hunter, Tommy Hinkley , Reggie Banister, Allyce Beasley, y Maud Adams. La película es la tercera secuela de la polémica Silent Night, Deadly Night (1984), pero tiene poco parecido con sus antecesores, ya que deja el tema de "Santa asesino" completamente. Le sigue The Toy Maker(1991). La trama se centra en un reportera de un periódico de Los Ángeles que, mientras sigue la investigación de la inexplicable muerte de una mujer, se enreda con un grupo de brujas que le están preparando para su ritual en la víspera de Navidad.

## Argumento
Kim Levitt es una aspirante a periodista que trabaja para LA Eye como editora de clasificados. Su jefe, Eli, parece dar a todos los hombres en su oficina los descansos, incluyendo a su novio Hank. Cuando una mujer es encontrada muerta en la acera, media-reducida a cenizas en un aparente caso de combustión humana espontánea, Kim decide seguir adelante con la historia por su cuenta sin la aprobación de Eli. Su primera parada es Munn Fresh Meat, una carnicería dirigida por Jo cerca del suicidio. Kim le pregunta sobre la suicida. Él le dice que el suicidio probablemente se dio en la azotea del edificio desde de donde la mujer saltó.
Luego, Kim entra en una tienda de libros usados. Kim le pide un libro sobre la combustión espontánea, que el propietario, Fima, encuentra para ella. En la salida, ella insiste en que Kim tome otro libro, la Iniciación de la Diosa Virgen. Kim rechaza inicialmente, pero Fima insiste y le invita a un día de pícnic que tendrá con sus amigos el día siguiente. Fima muestra a Kim el camino hasta el techo del edificio. Kim inspecciona el lugar donde la mujer saltó y prueba ella misma poniéndose de pie en la cornisa. Detrás de ella, llega Ricky, un esclavo. Él mete su cabeza en un tubo de ventilación mientras Kim se acerca a él. Desde el interior, Ricky saca un grandes y viscosas larvas de insectos. Él se lo muestra a Kim, quien grita y sale corriendo.
De vuelta a su apartamento, Kim descubre que su fregadero está lleno de cucarachas; ella frenéticamente rocía insecticida en ellos. Luego ojea el libro que Fima le prestó. La página que abrió al azar se titula "La Espiral: Símbolo del poder de las mujeres". Kim mira su plato de fideos y se da cuenta de que están puestos en una espiral. Luego ella se va a pasar la Nochebuena con la familia de Hank.

## Reparto
- Clint Howard como Ricky
- Neith Hunter como Kim
- Tommy Hinkley como Hank
- Reggie Bannister como Eli
- Allyce Beasley como Janice
- Maud Adams como Fima
- Hugh Fink como Jeff
- Richard N. Gladstein como Woody
- Glen Chin como Jo
- Jeanne Bates como Katherine
- Laurel Lockhart como Ann
- Ben Slack como Gus
- Conan Yuzna como Lonnie
- Marjean Holden como Jane
- Ilsa Setzoil como Li
- David Wells como Detective Burt